# Khải Lý

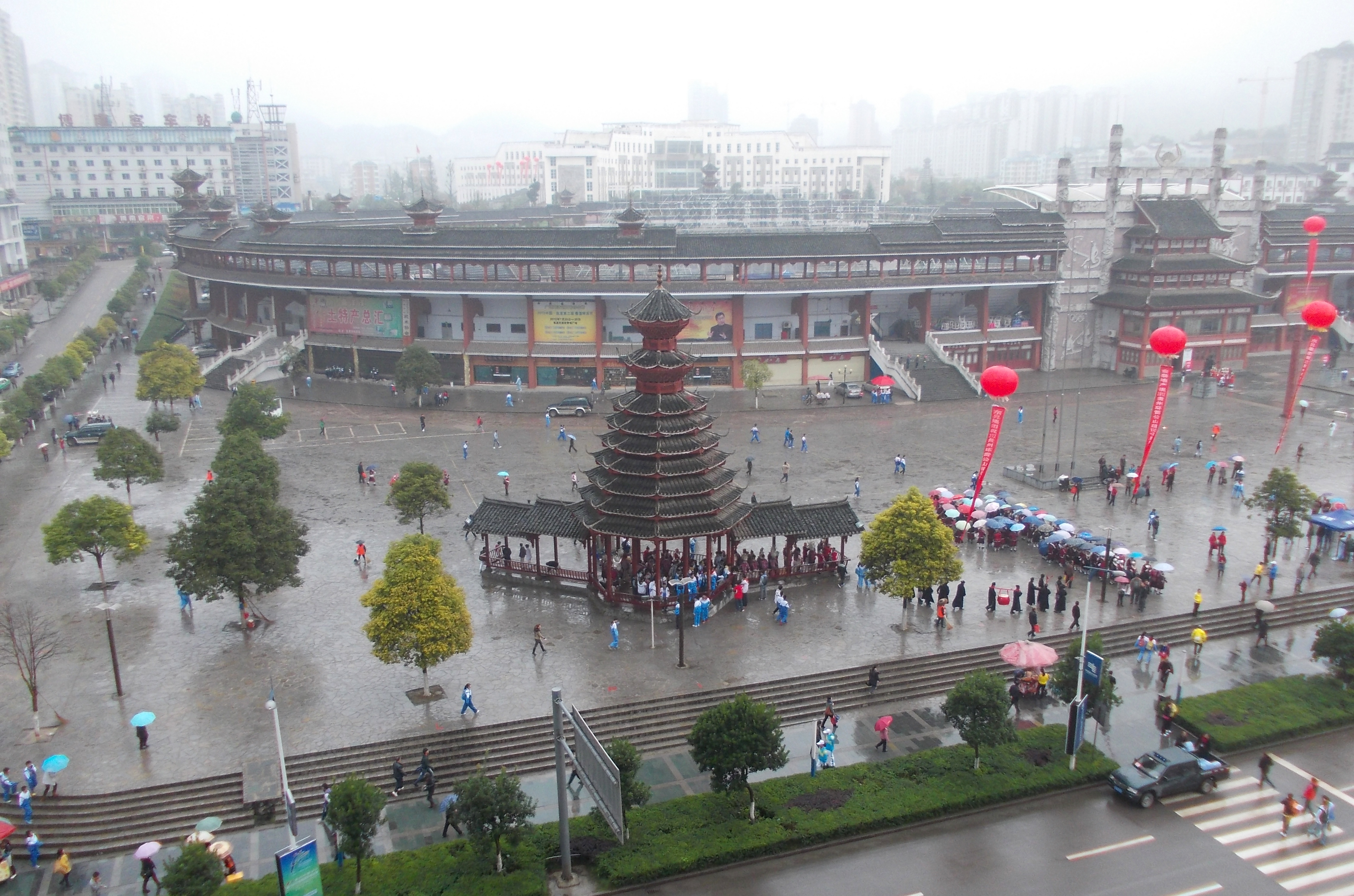
Khải Lý

Khải Lý (chữ Hán giản thể: 凯里市, Kǎilǐ Shì, bính âm: Huángpíng Shì, âm Hán Việt: Khải Lý thị) là một thành phố cấp huyện thuộc Châu tự trị dân tộc Miêu và dân tộc Đồng Kiềm Đông Nam, tỉnh Quý Châu, Cộng hòa Nhân dân Trung Hoa. Thành phố này có diện tích 1306 km², dân số 450.000 người. Mã số bưu chính của thành phố là 556000. Ở đây có một số lượng đáng kể người Miêu. Thành phố này nổi tiếng với nghề thủ công thê đan, in, đồ giấy nổi tiếng. Khải Lý có hơn 100 lễ hội của người Miêu hàng năm. Lưu trữ ngày 1 tháng 12 năm 2008 tại Wayback Machine
Thành phố Khải Lý được chia thành 7 nhai đạo, 11 trấn và 0 hương.
- Nhai đạo: Đại Thập Tự, Thành Tây, Tẩy Mã Hà, Tây Môn, Loan Khê, Khai Hoài, Áp Đường.
- Trấn: Hạ Ti, Bích Ba, Chu Khê, Tam Khỏa Thụ, Khải Đường, Bàng Hải, Loan Thủy, Vạn Triều, Long Trường, Lò Sơn, Đại Phong Động.